# Талаквадзе, Александр Михайлович
Александр Михайлович Талаквадзе (1908, село Нагомари, Гурийский уезд, Кутаисская губерния — неизвестно, село Нагомари, Махарадзевский район, Грузинская ССР) — агроном колхоза «Ахалгазрда Комунисти» (Молодой коммунист) Махарадзевского района, Грузинская ССР. Герой Социалистического Труда (1949).

## Биография
Родился в 1908 году в крестьянской семье в селе Нагомари Гурийского уезда. После окончания местной начальной школы трудился в сельском хозяйстве. Летом 1941 года призван в Красную Армию по мобилизации. Участвовал в Великой Отечественной войне. Воевал при обороне Кавказа в составе 790-го стрелкового полка 392-й Грузинской стрелковой дивизии 37-й Армии.
После демобилизации возвратился на родину и трудился агрономом колхоза «Ахалгазрда Комунисти» Махарадзевского района, председателем которого был Севериан Моисеевич Мухашаврия. В 1948 году труженики колхоза сдали государству в среднем с каждого гектара по 5085 килограмма сортового чайного листа с площади 30 гектаров. Указом Президиума Верховного Совета СССР от 29 августа 1949 года удостоен звания Героя Социалистического Труда за «получение высоких урожаев сортового зелёного чайного листа и цитрусовых плодов в 1948 году» с вручением ордена Ленина и золотой медали «Серп и Молот» (№ 4551).
Этим же указом званием Героя Социалистического Труда были награждены председатель колхоза Севериан Моисеевич Мухашаврия и колхозницы Елпидия Николаевна Мгеладзе, Тамара Куприановна Тугуши, Натела Владимировна Харати и Наташа Давидовна Хинтибидзе.
За выдающиеся трудовые достижения по итогам работы в 1950 году награждён вторым Орденом Ленина.
После выхода на пенсию проживал в родном селе Ногамари Махарадзевского района. С 1969 года — персональный пенсионер союзного значения. Дата смерти не установлена (после марта 1985 года).
Награды
- Герой Социалистического Труда
- Орден Ленина — дважды (1949; 05.07.1951)
- Орден Отечественной войны 2 степени (11.03.1985)
- Медаль «За оборону Кавказа» (01.05.1944)